# اهلفلد-بیستنسی
اهلفلد-بیستنسی (به آلمانی: Ahlefeld-Bistensee) یک شهر در آلمان است که در شلسویگ-هولشتاین واقع شده‌است.

## خصوصیات
اهلفلد-بیستنسی ۱۰٫۰۴ کیلومترمربع مساحت دارد ۱۵ متر بالاتر از سطح دریا واقع شده‌است.